# Gastrochilus fuscopunctatus

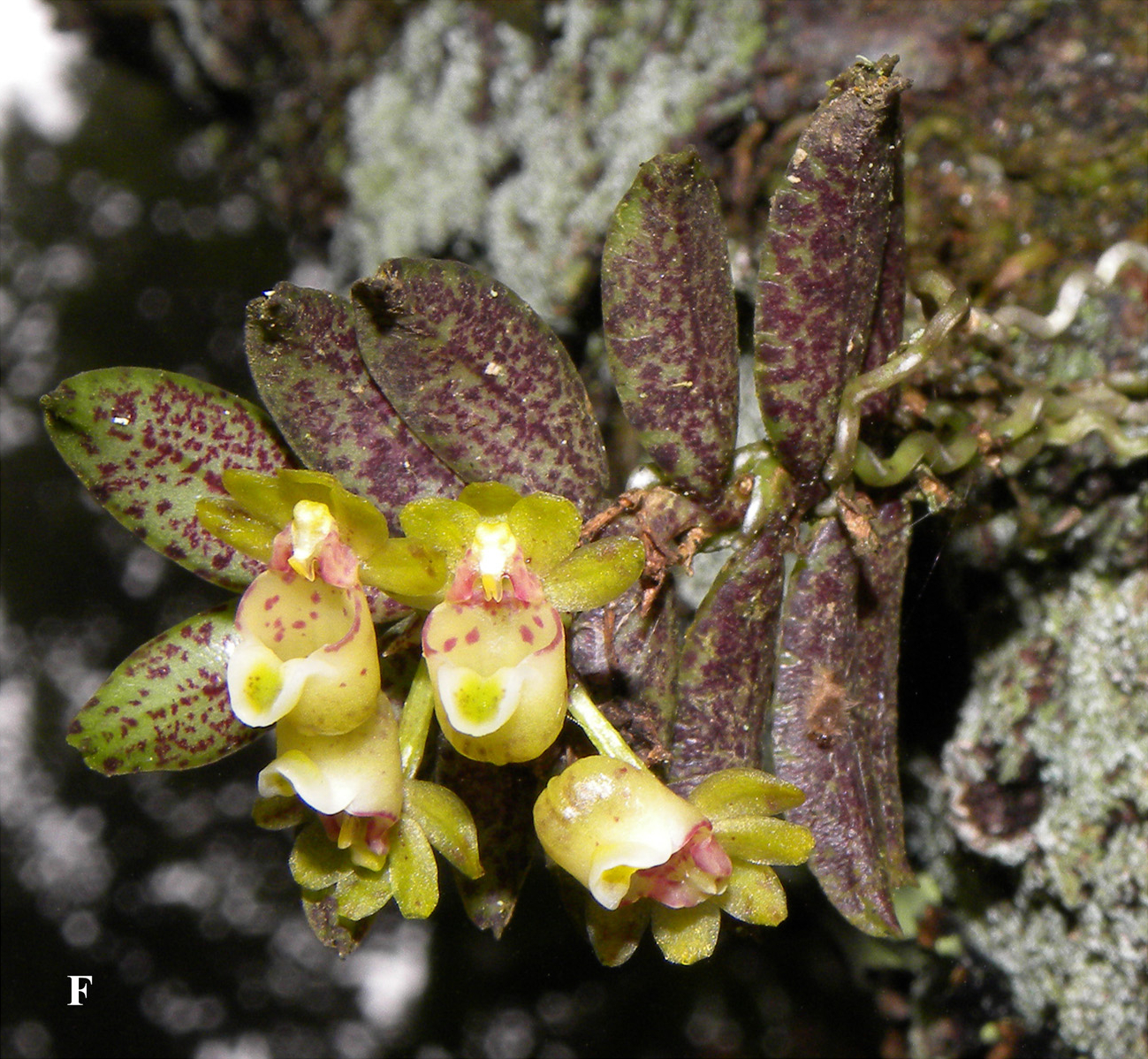

Gastrochilus fuscopunctatus là một loài thực vật có hoa trong họ Lan. Loài này được (Hayata) Hayata mô tả khoa học đầu tiên năm 1917.